# Белая Хорватия
Белая Хорватия (хорв. Bijela Hrvatska) — древняя родина хорватов. По свидетельству византийского императора Константина Багрянородного (Об управлении империей) Великая Хорватия (которую также называют Белой) существовала в отрогах Карпат (простираясь, по мнению ряда историков, от Закарпатья до верховьев Вислы). Белая Хорватия упоминается в Летописи попа Дуклянина и произведениях других писателей, — которые, однако, иногда используют это название и для Приморской Хорватии. Имя объясняется хорватской традицией обозначения сторон света: белая — значит на Западе (в противоположность Красной Хорватии на Юге). Её возможное расположение на Карпатах подтверждает и имя народа (белые хорваты), который упоминается в том числе и в русских летописях. Вообще же, единого мнения о Белой Хорватии в научном сообществе (и даже в хорватском научном сообществе) нет. Векослав Клаич (Klaić) и М. Кос (Kos) отождествляют Великую (Белую) Хорватию с Державой Само. Франьо Рачки (Rački) и Л. Гауптман (Hauptmann) полагают, что столицей Белой Хорватии вплоть до XI века был Краков.

## История
Карпатский регион в Средние века был заселён славянским племенем — белыми хорватами, которые считаются культурными и частично генетическими предками нынешних хорватов.
Под давлением со стороны немцев и поляков, а также, после приглашения византийских императоров присоединиться к борьбе с аварами, часть белых хорватов эмигрировала в течение VII века из области Карпат в Далмацию. Возможно, миграция происходила совместно с белыми сербами, которые двигались в том же направлении из Белой Сербии (Бойки).
Несмотря на эту массовую миграцию на Балканы, многочисленное хорватское население продолжало оставаться в Белой Хорватии. Имена некоторых правителей известны:
- Гостомил — правил своим народом до середины IX в.
- Славеник — правил до конца IX в.
- Собеслав — правил до 1004 года, убит поляками

По мнению Л. В. Войтовича, Великая Хорватия, избавившись от аварского влияния, располагалась на Среднем и Верхнем Днестре, в Закарпатье, на Сане и вдоль гор до верховьев Одры, Лабы, Салы и Белой Эльстер. Лехитские племена, в том числе вислане, вклинишиеся в хорватский массив в районе Кракова, разделили его на две части, после чего Великая Хорватия стала распадаться. В восточной части Великая Хорватия стала распадаться на племенные княжества. В IX веке часть хорватских княжеств до реки Стрый была включена в состав государства Великая Моравия при князе Святоплуке.
В 995 году чешская армия из Богемии и Моравии вторглась в Княжество Белой Хорватии и уничтожила его тогдашнюю столицу Либице. Вскоре после этого, белые хорваты были захвачены вновь созданным польским княжеством. Последний из местных князей, Собеслав, был убит поляками вблизи Праги в 1004 году.
Белые хорваты были постепенно ассимилированы соседними народами, хотя некоторые этнические отличия сохранились до нашего времени.

## Галерея

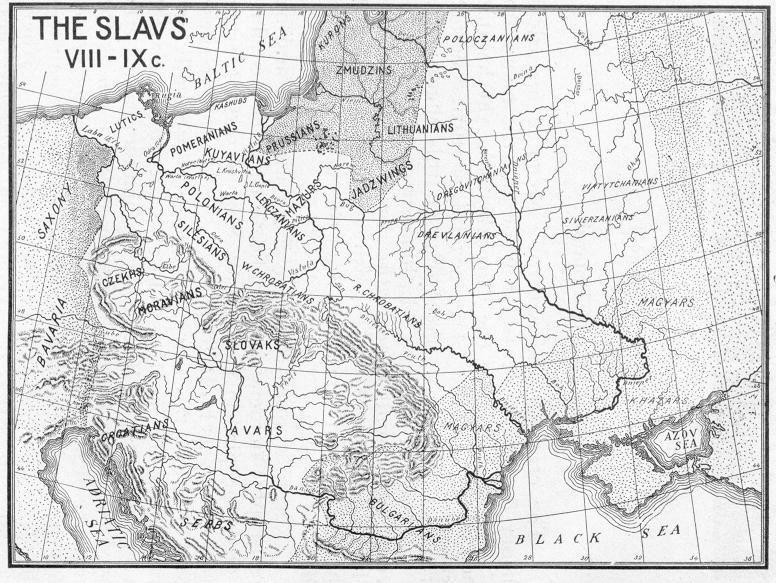
Ситуация на рубеже VIII и IX веков: Белые хорваты и Красные хорваты на севере, а Красные хорваты осваивают новую родину.
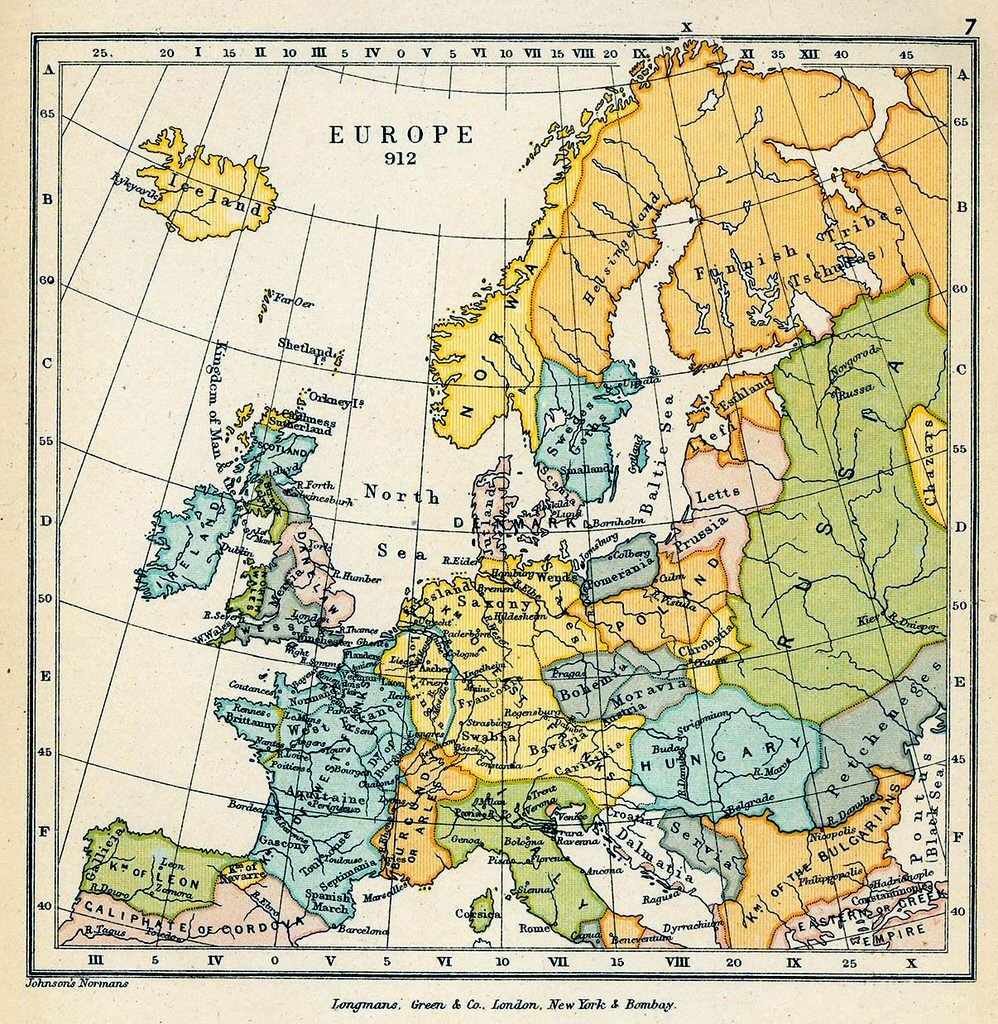
Две Хорватии 912 года: Адриатическая и закарпатская Белая Хорватия с центром в Кракове.
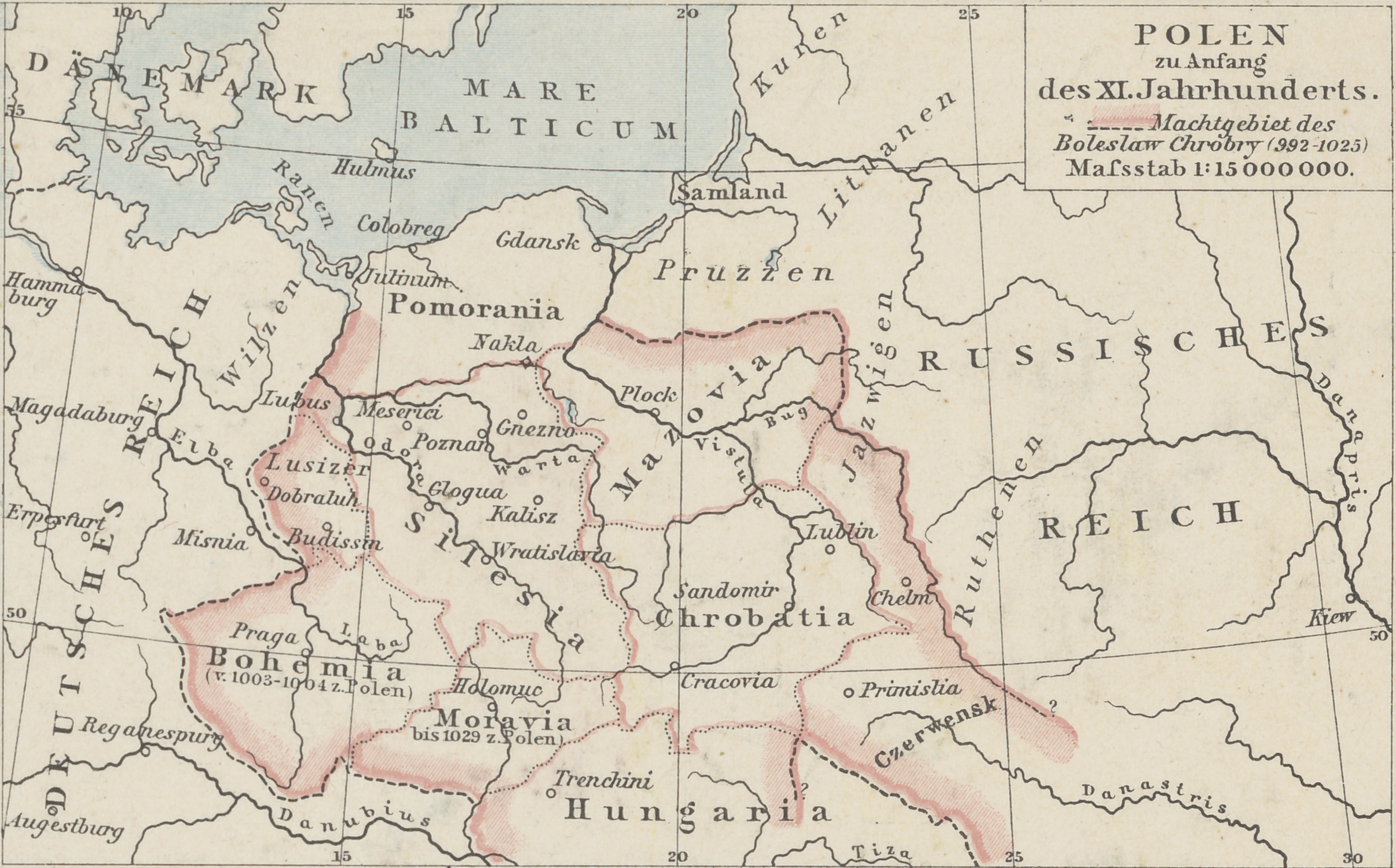
Хробатия на карте Польши 992—1025.
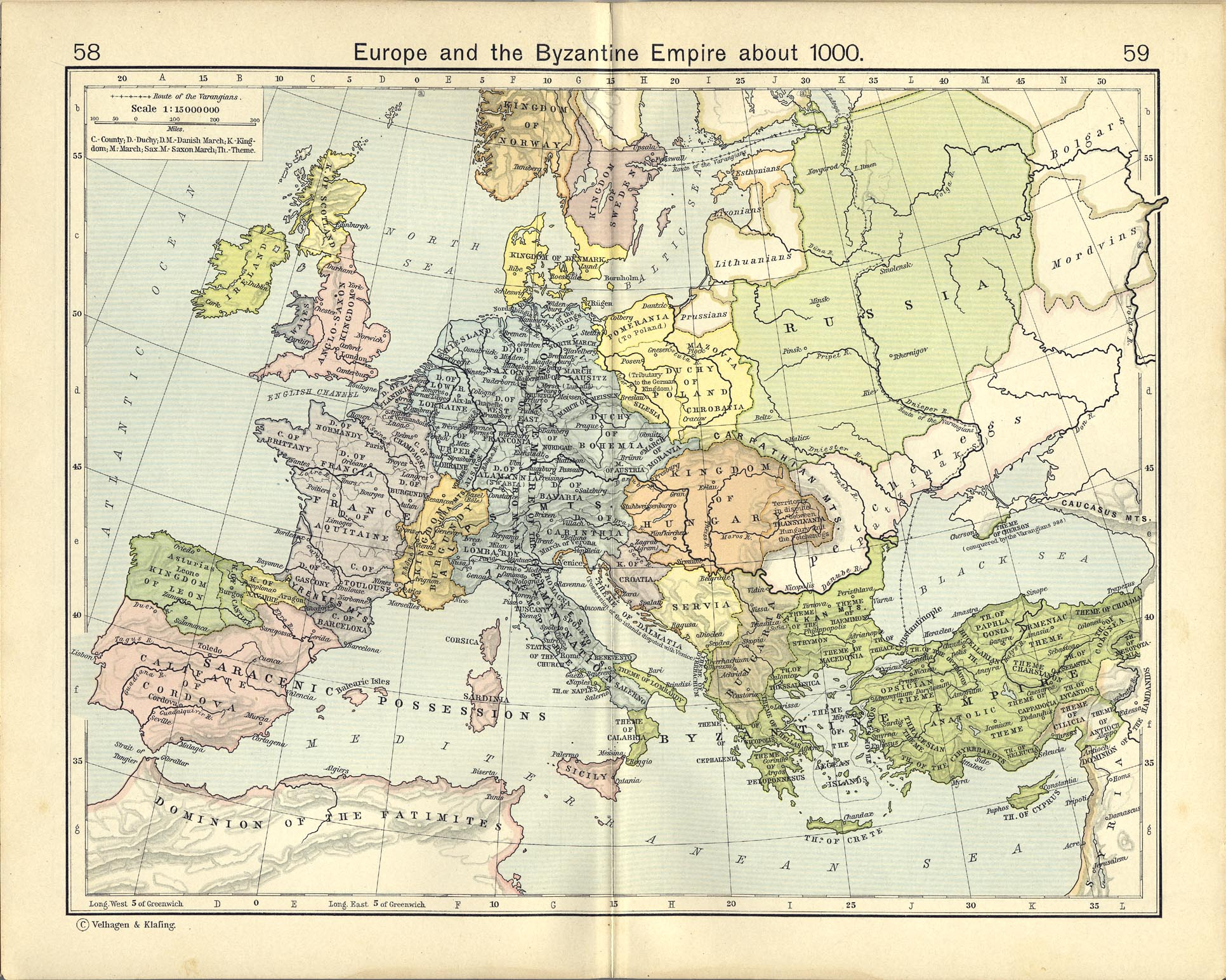
Хробатия на карте Европы, год 1000.
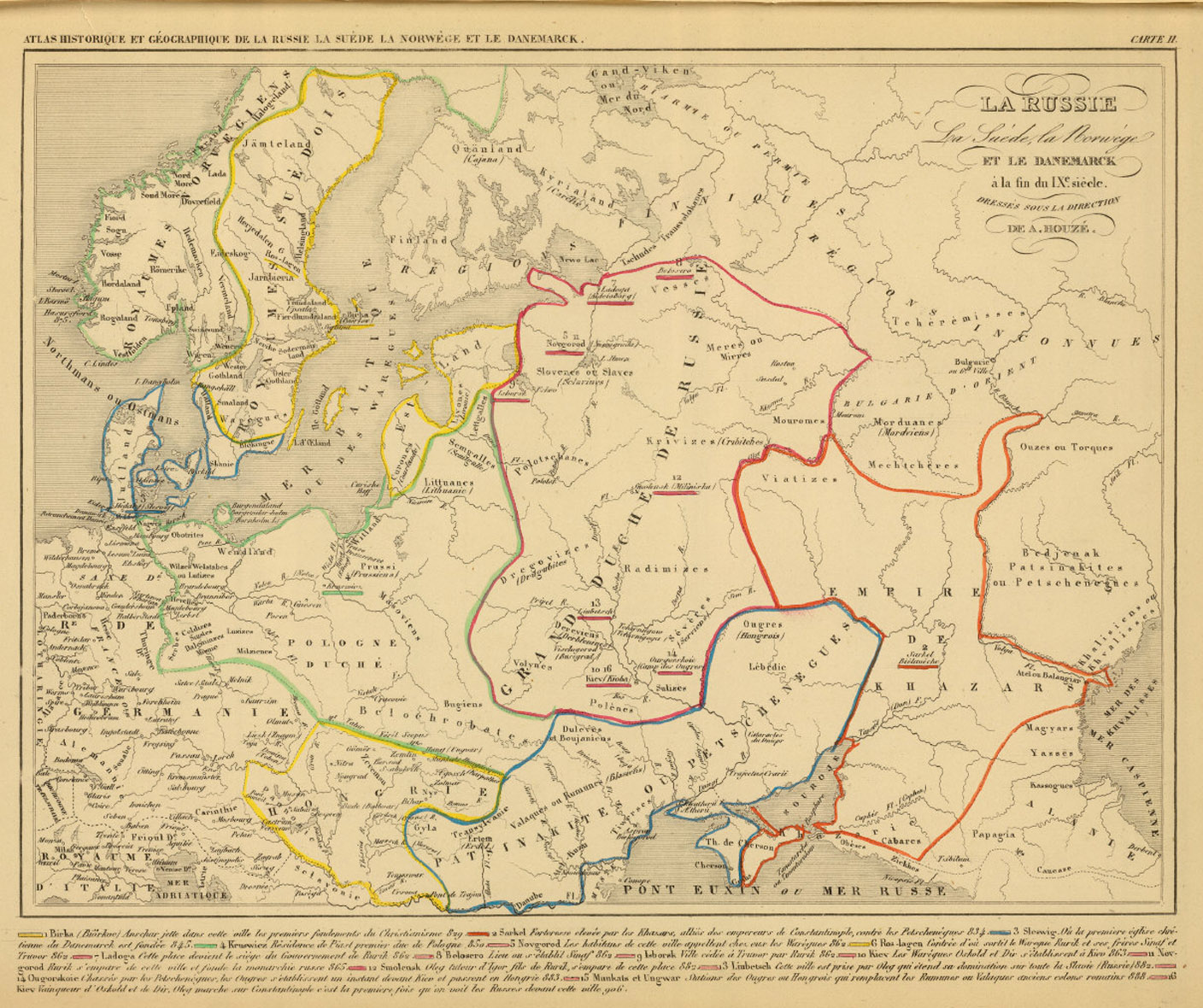
Французская карта XIX с изображением, в частности, польских земель, существовавших в IX веке. Территория сегодняшнего Малопольского воеводства названа Белой Хробатией.